# Winterborne Houghton
Winterborne Houghton est une paroisse civile et un village du Dorset, en Angleterre.